# Hot Springs
Hot Springs je lázeňské město ve Spojených státech amerických. Nachází se v okrese Garland County, jehož je zároveň správním městem, ve státě Arkansas. Ve městě žije přibližně 38 tisíc obyvatel a jeho rozloha činí 91,0 km². Leží 89 kilometrů jihozápadně od města Little Rock a je 11. nejlidnatějším městem v Arkansasu.
Nachází se v pohoří Ouachita Mountains v regionu známém jako Vnitřní vysočiny. Jak název města napovídá, kolem města se nachází hned několik termálních pramenů. Vedle města leží Národní park Hot Springs, přičemž zde panuje vlhké subtropické podnebí. Asi 65 % obyvatel tvoří běloši, 16 % černoši a kolem 15 % hispánci.

## Rodáci
- Billy Bob Thornton (* 1955) – americký herec, scenárista, režisér a hudebník
- Alan Ladd (1913–1964)

## Partnerská města
- Hanamaki, Japonsko